# Mamma Talk to Your Daughter
«Mam(m)a Talk to Your Daughter» — пісня американського блюзового співака і гітариста Дж. Б. Ленора, випущена синглом у 1955 році на лейблі Parrot. У 1955 році пісня посіла 11-е місце в чарті R&B Singles журналу «Billboard».
Записувалася багатьма відомими блюзовими артистами, такими як Меджик Сем, Меджик Слім, Роберт Найтгок, Джон Лі Гукер, Джонні Вінтер, Лонні Брукс і Джон Мейолл.

## Оригінальна версія
6 жовтня 1954 року Дж. Б. Ленор повернувся до студії Parrot, і цього разу власник лейблу Ел Бенсон прагнув записати більше матеіралу, і гурт зробив шість записів. У сесії взяли участь Дж. Б. Ленуар (вокал, гітара), тенор-саксофоніст Лоренцо Сміт, піаніст Джо Монтгомері і ударник Ел Гелвін. «Mamma Talk to Your Daughter» була написана Ленором (також авторство пісні часто приписується альт-саксофоністу Алексу Еткінсу, який грав як сесійний музикант з Ленором).
Пісня була випущена у січні 1955 року на синглі (Parrot 809) із «Man Watch Your Woman» на стороні «Б». У 1955 році вона стала хітом і посіла 11-е місце в чарті R&B Singles журналу «Billboard». Пісня стала знаковою в кар'єрі музиканта; потім її перезаписали багато інших виконавців.
Ленор написав декілька інших варіацій цієї пісні: «Mama What About Your Daughter» і «Daddy Talk to Your Son». У 1965 році записав студійну версію під назвою «Talk to Your Daughter» для альбому Alabama Blues  (CBS, 1965), де акомпанував собі на акустичній гітарі.

## Інші версії
Пісню перезаписали інші виконавці, зокрема Снукс Іглін (1964), Меджик Сем для West Side Soul (1967), Джонні Вінтер (1970), Джон Мейолл (1971), Лайтнін Слім (1971), Лонні Брукс (1975), Роберт Найтгок для Live On Maxwell Street — 1964 (1979), Джон Лі Гукер, Меджик Слім & the Teardrops (березень 1980) для Raw Magic (1982), Меджик Слім для Raising the Bar (2010), Джордж Торогуд (2011) та ін.